# Phyllachora karwarensis
Phyllachora karwarensis är en svampart som beskrevs av Seshadri 1966. Phyllachora karwarensis ingår i släktet Phyllachora och familjen Phyllachoraceae.   Inga underarter finns listade i Catalogue of Life.